# Никитин (хутор)
Ники́тин — хутор в Неклиновском районе Ростовской области.
Входит в состав Фёдоровского сельского поселения.

## Население
| 2010 |
| ---- |
| 4    |

## Улицы
На хуторе имеется одна улица — Никитина.